# علي رضا فغاني
علي رضا فغاني (بالفارسية: عليرضا فغانى)، (من مواليد 21 مارس 1978) هو حكم كرة قدم دولي أسترالي إيراني ولاعب سابق، وهو مدرج في قائمة الحكام الدوليين للفيفا منذ عام 2008. أدار فغاني دوري الخليج الایرانی لعدة مواسم حتى عام 2022، ومباريات مهمة مثل نهائي دوري أبطال آسيا 2014، ونهائي كأس آسيا 2015، ونهائي كأس العالم للأندية 2015، والمباراة النهائية لكرة القدم الأولمبية 2016. أدار مباريات في الدوري الإسباني 2017، كأس القارات 2017، كأس العالم 2018 في روسيا، كأس آسيا 2019 في الإمارات العربية المتحدة، كأس العالم 2022، وكأس آسيا 2023 في قطر. وكان فغاني قد هاجر إلى أستراليا في سبتمبر 2019، ويعمل الآن حكمًا في الدوري الأسترالي، وكحكم أسترالي في البطولات الدولية منذ عام 2023.

## حياته الشخصية
ولد فغاني في 21 مارس 1978 في كاشمر، وهي مدينة قريبة من مشهد. ولقبه هو بهروز، والده محمد فغاني، كان أيضًا حكمًا لكرة القدم. وله أخ أصغر اسمه محمد رضا، الذي يحكم في السويد.

## مهنته كلاعب
كان علي رضا جزءًا من فريق الشباب في نادي بنك ملي إيران، ولعب أيضًا مع شهاب خودرو وإتكا ونيروي زميني. كما لعب في الدوري الإيراني الدرجة الثانية، والدرجة الثالثة لكرة القدم الإيرانية.

## مهنة التحكيم
أصبح فغاني حكماً للاتحاد الدولي لكرة القدم (فيفا) في عام 2008، بعد عام واحد فقط من توليه مهام التحكيم في دوري الدرجة الأولى الإيراني. وبعد عام واحد فقط من الخبرة الدولية، تولى فغاني مسؤولية إدارة نهائي كأس رئيس الاتحاد الآسيوي 2009 والذي أقيم بين ريغار-تاداز تورسونزودا ودوردوي-دينامو نارين التي انتهت بنتيجة 2-0. وبعد مرور عام، كان حكماً للمباراة النهائية في كأس التحدي الآسيوي 2010.
اختير كحكم رابع للمباراة الافتتاحية لكأس العالم 2014 بين البرازيل وكرواتيا. كما أدار مباراة الذهاب في نهائي دوري أبطال آسيا 2014 بين الهلال ووسترن سيدني واندررز. وكان أيضًا أحد حكام كأس آسيا 2015، عندما أدار أول مباراة له في المجموعة الثانية بين السعودية والصين والتي انتهت بفوز الصين 0–1.
وأدار نهائي كأس آسيا 2015، والذي كان بين كوريا الجنوبية وأستراليا. كان فغاني هو الحكم في نهائي كأس العالم للأندية 2015 بين نادي ريفر بليت ونادي برشلونة. كان أيضًا هو الحكم في نهائي الدوري الهندي الممتاز 2016 بين كيرلا بلاستيرز وأتلتيكو كلكتا. وأدار المباراة النهائية في دورة الألعاب الأولمبية 2016 بين البرازيل المضيفة وألمانيا.
وكان حكمًا في ست مباريات من الدوري الإسباني 2017 في إندونيسيا ومباراتين من كأس القارات 2017 في روسيا، واختير ليكون حكمًا لكأس العالم 2018 في روسيا. وبعد اختتام دور الـ16، أُعلن أن فغاني كان واحداً من 17 حكماً اختيروا لتكليفهم بالمباريات المتبقية من البطولة.
كما أدار نهائي بطولة اتحاد آسيان 2018 بين فيتنام وماليزيا في مباراة الإياب. وفي 5 ديسمبر 2018، أُعلن عن تعيين فغاني حكمًا لكأس آسيا 2019، التي أقيمت في الإمارات العربية المتحدة.

## الهجرة إلى أستراليا
في عام 2019، هاجر هو وعائلته من إيران إلى أستراليا، وعُين في الدوري الأسترالي في اللجنة الرسمية بدوام كامل. ومنذ عام 2023، وهو مدرج في قائمة الفيفا للحكام الدوليين من أستراليا. ويُعتقد أن قرار فغاني بتمثيل أستراليا مرتبط بدعمه لاحتجاجات ماهسا أميني، مما أدى إلى قيام الاتحاد الإيراني لكرة القدم بشطب فغاني من قائمة الحكام الايرانيين انتقاماً.

## كأس آسيا 2023
في عام 2024، اختير فغاني لإدارة المباراة الافتتاحية لكأس آسيا 2023، ممثلاً لأستراليا. وخلال فوز الأردن 3-2 على العراق في دور الـ16، أعطى فغاني المهاجم العراقي بشكل مثير للجدل أيمن حسين البطاقة الصفراء الثانية لاحتفاله بهدف في الدقيقة 76.

## المباريات

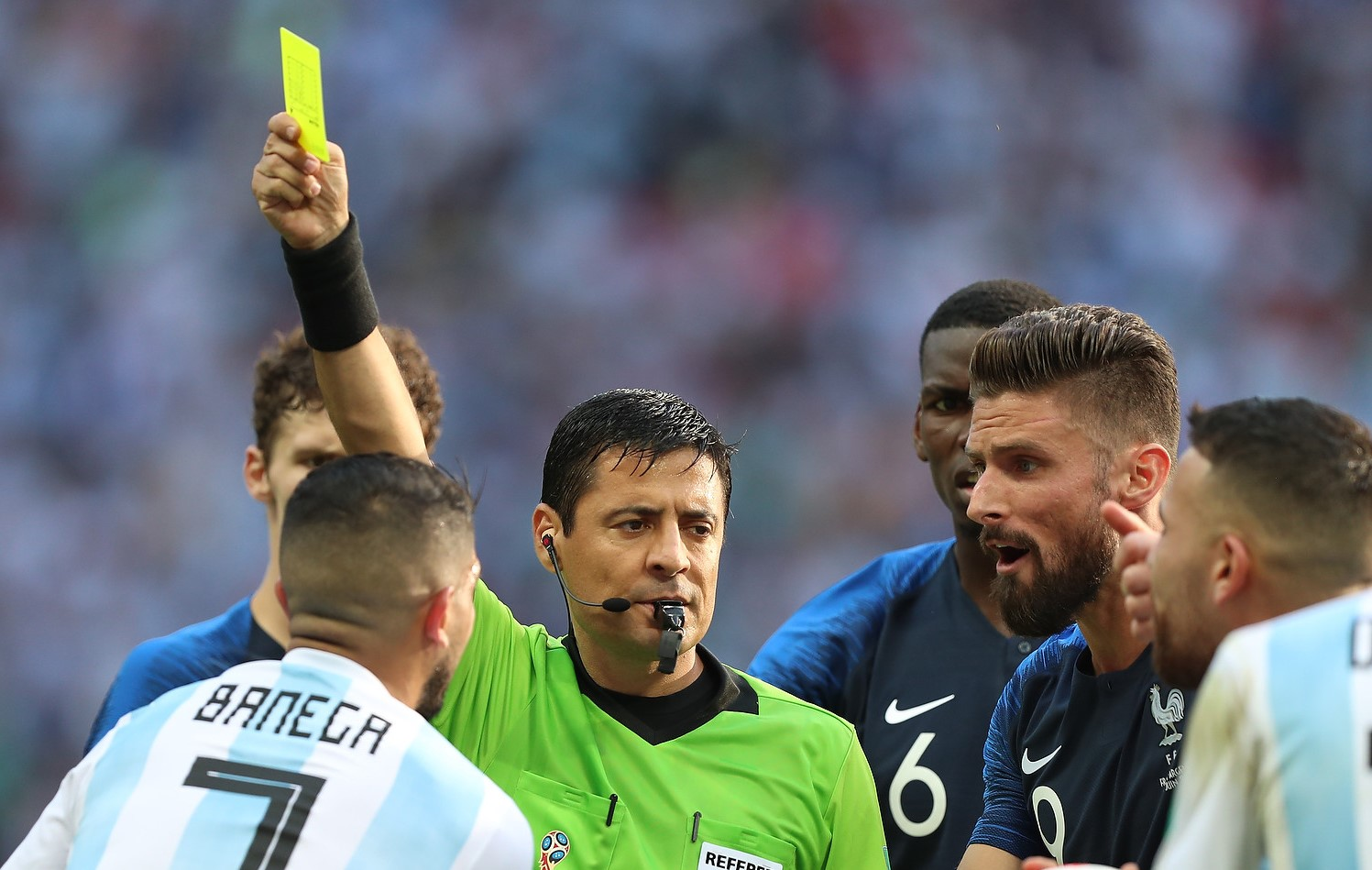
علي رضا فغاني يُعطي بطاقة صفراء خلال مباراة فرنسا والأرجنتين في دور الـ16 لكأس العالم 2018.

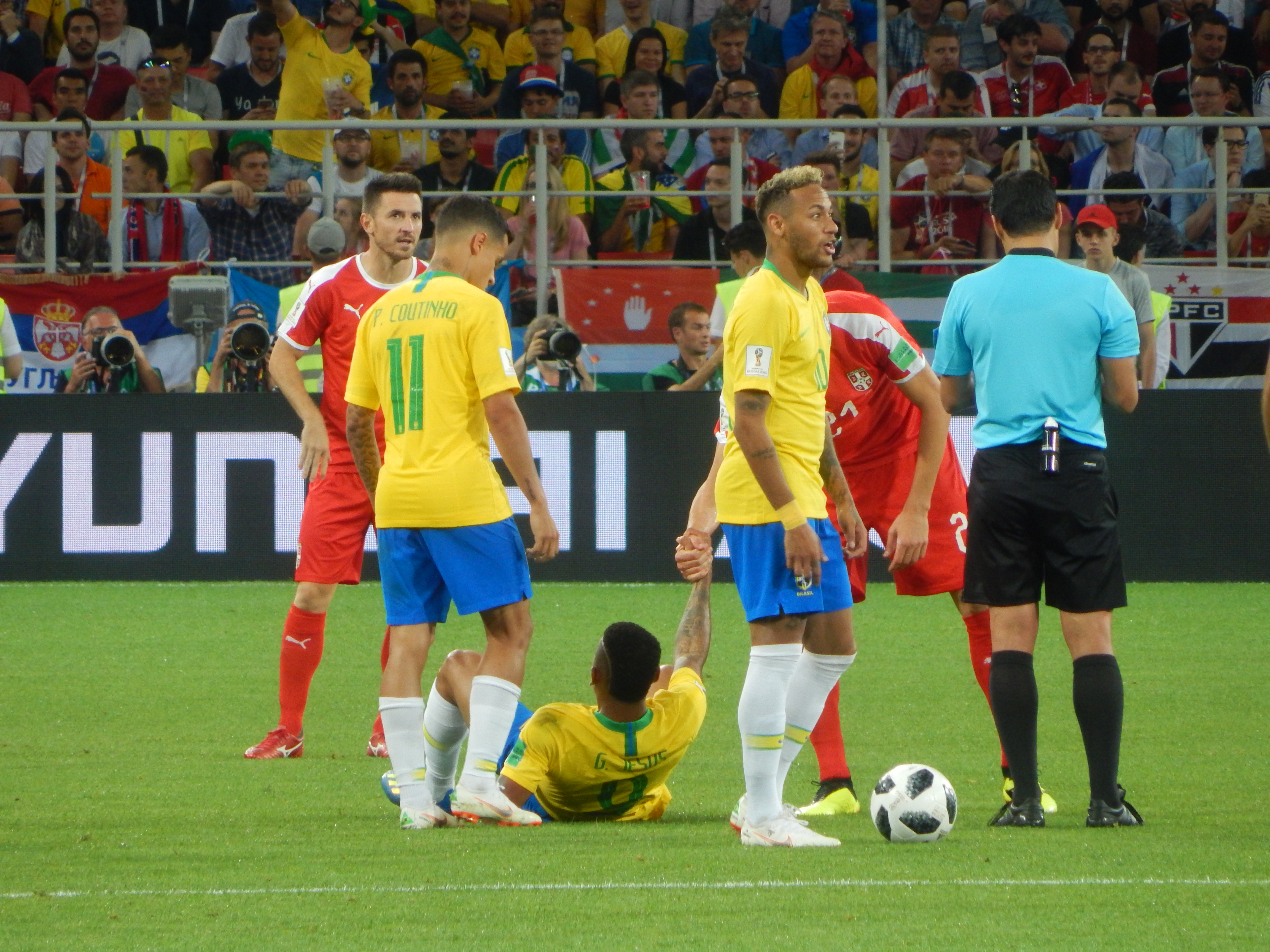
علي رضا فغاني في مباراة صربيا والبرازيل في دور المجموعات لكأس العالم 2018.

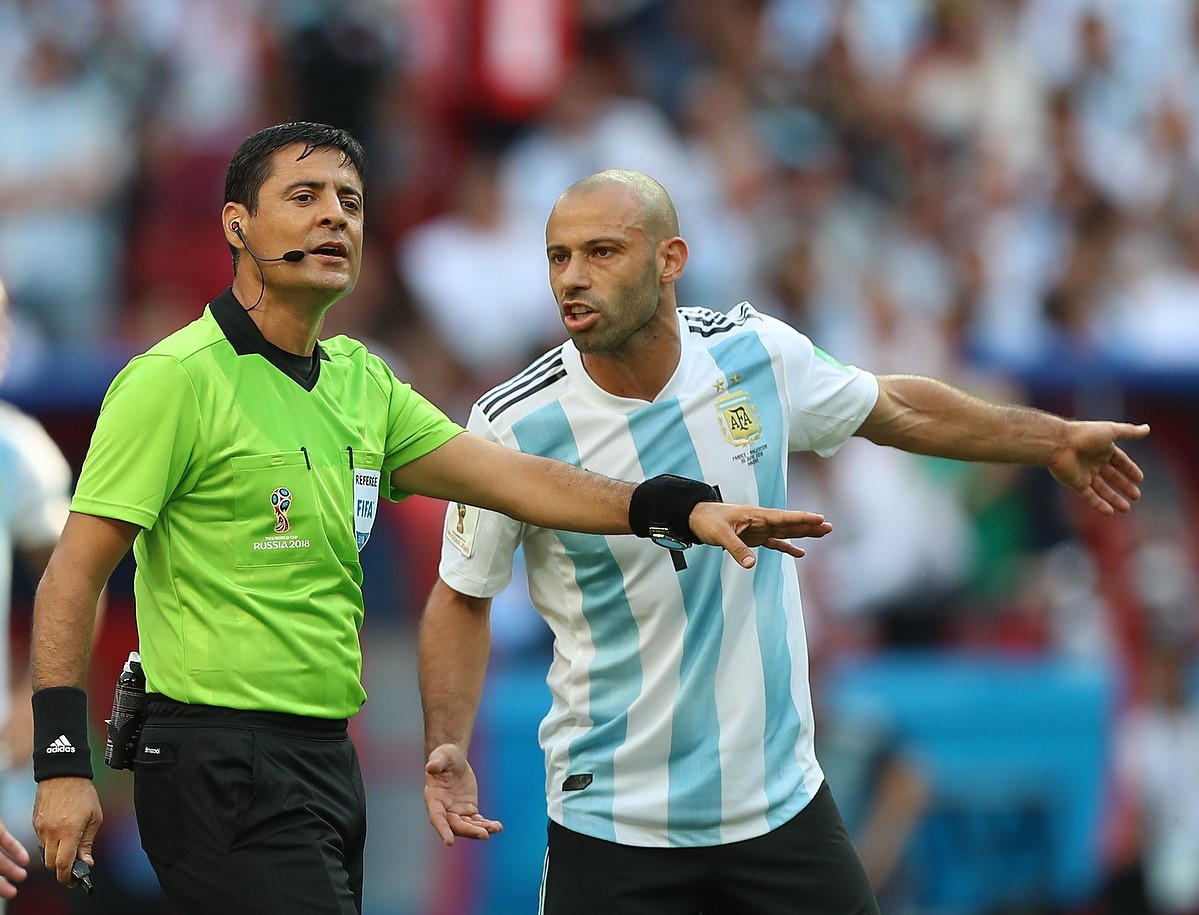
علي رضا فغاني في مباراة فرنسا والأرجنتين في دور الـ16 لكأس العالم 2018.

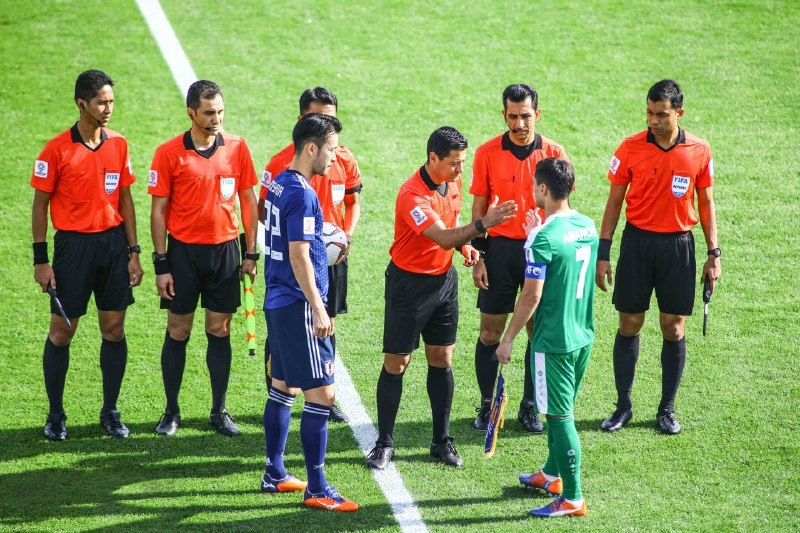
علي رضا فغاني في مباراة اليابان وتركمانستان ضمن منافسات النسخة الـ17 لكأس آسيا.

### كأس العالم

#### 2018
| كأس العالم 2018 – روسيا | كأس العالم 2018 – روسيا | كأس العالم 2018 – روسيا | كأس العالم 2018 – روسيا    |
| تاريخ                   | مباراة                  | مكان                    | الجولة                     |
| ----------------------- | ----------------------- | ----------------------- | -------------------------- |
| 17 يونيو 2018           | ألمانيا 0-1 المكسيك     | موسكو                   | مرحلة المجموعات            |
| 27 يونيو 2018           | صربيا 0-2 البرازيل      | موسكو                   | مرحلة المجموعات            |
| 30 يونيو 2018           | فرنسا 4-3 الأرجنتين     | كازان                   | دور الـ16                  |
| 14 يوليو 2018           | بلجيكا 2-0 إنجلترا      | سان بطرسبورج            | مباراة تحديد المركز الثالث |

#### 2022
| كأس العالم 2022 - قطر | كأس العالم 2022 - قطر   | كأس العالم 2022 - قطر | كأس العالم 2022 - قطر |
| تاريخ                 | مباراة                  | مكان                  | الجولة                |
| --------------------- | ----------------------- | --------------------- | --------------------- |
| 24 نوفمبر 2022        | البرازيل 2-0 صربيا      | لوسيل                 | مرحلة المجموعات       |
| 28 نوفمبر 2022        | البرتغال 2-0 الأوروغواي | لوسيل                 | مرحلة المجموعات       |

### كأس القارات
| كأس القارات 2017 – روسيا | كأس القارات 2017 – روسيا    | كأس القارات 2017 – روسيا | كأس القارات 2017 – روسيا |
| تاريخ                    | مباراة                      | مكان                     | الجولة                   |
| ------------------------ | --------------------------- | ------------------------ | ------------------------ |
| 22 يونيو 2017            | ألمانيا 1-1 تشيلي           | كازان                    | مرحلة المجموعات          |
| 27 يونيو 2017            | البرتغال 0-0 تشيلي (ج.) 0-3 | كازان                    | نصف النهائي              |

### دورة الالعاب الأولمبية الصيفية
| الألعاب الأولمبية الصيفية 2016 – ريو دي جانيرو | الألعاب الأولمبية الصيفية 2016 – ريو دي جانيرو | الألعاب الأولمبية الصيفية 2016 – ريو دي جانيرو | الألعاب الأولمبية الصيفية 2016 – ريو دي جانيرو |
| تاريخ                                          | مباراة                                         | مكان                                           | الجولة                                         |
| ---------------------------------------------- | ---------------------------------------------- | ---------------------------------------------- | ---------------------------------------------- |
| 4 أغسطس 2016                                   | المكسيك 2-2 ألمانيا                            | سلفادور                                        | مرحلة المجموعات                                |
| 10 أغسطس 2016                                  | الدنمارك 0-4 البرازيل                          | سلفادور                                        | مرحلة المجموعات                                |
| 20 أغسطس 2016                                  | البرازيل 1-1 ألمانيا (ج.) 5-4                  | ريو دي جانيرو                                  | مباراة الميدالية الذهبية                       |

### كأس آسيا

#### 2015
| كأس آسيا 2015 – أستراليا | كأس آسيا 2015 – أستراليا                      | كأس آسيا 2015 – أستراليا | كأس آسيا 2015 – أستراليا |
| تاريخ                    | مباراة                                        | مكان                     | الجولة                   |
| ------------------------ | --------------------------------------------- | ------------------------ | ------------------------ |
| 10 يناير 2015            | السعودية 0-1 الصين                            | بريسبان                  | مرحلة المجموعات          |
| 13 يناير 2015            | الكويت 0–1 كوريا الجنوبية                     | كانبيرا                  | مرحلة المجموعات          |
| 16 يناير 2015            | العراق 0–1 اليابان                            | بريسبان                  | مرحلة المجموعات          |
| 23 يناير 2015            | اليابان 1-1 الإمارات العربية المتحدة (ج.) 4-5 | سيدني                    | الدور ربع النهائي        |
| 31 يناير 2015            | كوريا الجنوبية 1–2 (ب.و.إ.) أستراليا          | سيدني                    | أخير                     |

#### 2019
| كأس آسيا 2019 – الإمارات العربية المتحدة | كأس آسيا 2019 – الإمارات العربية المتحدة | كأس آسيا 2019 – الإمارات العربية المتحدة | كأس آسيا 2019 – الإمارات العربية المتحدة |
| تاريخ                                    | مباراة                                   | مكان                                     | الجولة                                   |
| ---------------------------------------- | ---------------------------------------- | ---------------------------------------- | ---------------------------------------- |
| 9 يناير 2019                             | اليابان 3-2 تركمانستان                   | أبو ظبي                                  | مرحلة المجموعات                          |
| 20 يناير 2019                            | الأردن 1-1 فيتنام (ج.) 2-4               | دبي                                      | دور الـ16                                |

#### 2023
| كأس آسيا 2023 – قطر | كأس آسيا 2023 – قطر | كأس آسيا 2023 – قطر | كأس آسيا 2023 – قطر |
| تاريخ               | مباراة              | مكان                | الجولة              |
| ------------------- | ------------------- | ------------------- | ------------------- |
| 12 يناير 2024       | قطر 3-0 لبنان       | لوسيل               | مرحلة المجموعات     |
| 29 يناير 2024       | العراق 2–3 الأردن   | الدوحة              | دور الـ16           |

### كأس العالم للأندية

#### 2013
| كأس العالم للأندية 2013 – المغرب | كأس العالم للأندية 2013 – المغرب         | كأس العالم للأندية 2013 – المغرب | كأس العالم للأندية 2013 – المغرب |
| تاريخ                            | مباراة                                   | مكان                             | الجولة                           |
| -------------------------------- | ---------------------------------------- | -------------------------------- | -------------------------------- |
| 14 ديسمبر 2013                   | نادي الرجاء الرياضي 2-1 (ب.و.إ.) مونتيري | أغادير                           | الدور ربع النهائي                |
| 21 ديسمبر 2013                   | قوانغتشو إيفرجراند 2-3 أتلتيكو مينيرو    | مراكش                            | مباراة تحديد المركز الثالث       |

#### 2015
| كأس العالم للأندية 2015 – اليابان | كأس العالم للأندية 2015 – اليابان | كأس العالم للأندية 2015 – اليابان | كأس العالم للأندية 2015 – اليابان |
| تاريخ                             | مباراة                            | مكان                              | الجولة                            |
| --------------------------------- | --------------------------------- | --------------------------------- | --------------------------------- |
| 16 ديسمبر 2015                    | أمريكا 2-1 تي بي مازيمبي          | أوساكا                            | مباراة المركز الخامس              |
| 20 ديسمبر 2015                    | ريفر بليت 0-3 برشلونة             | يوكوهاما                          | أخير                              |

## إحصائيات
| البطولات                         | الاتحاد                       | السنوات          | مباريات | أنذر | متوسط | Red card | متوسط |
| -------------------------------- | ----------------------------- | ---------------- | ------- | ---- | ----- | -------- | ----- |
| كأس العالم                       | فيفا                          | 2018، 2022       | 6       | 26   | 4.50  | 0        | 0.00  |
| تصفيات كأس العالم (AFC)          | فيفا                          | 2011–            | 13      | 45   | 3.46  | 0        | 0.00  |
| كأس القارات                      | فيفا                          | 2017             | 2       | 11   | 5.50  | 0        | 0.00  |
| الألعاب الأولمبية الصيفية        | اللجنة الأولمبية الدولية–فيفا | 2016             | 3       | 9    | 3.00  | 0        | 0.00  |
| ودية                             | فيفا                          | 2014–            | 11      | 38   | 3.45  | 2        | 0.18  |
| كأس آسيا                         | AFC                           | 2015، 2019، 2023 | 9       | 35   | 3.89  | 2        | 0.22  |
| تصفيات كأس آسيا                  | AFC                           | 2015             | 2       | 6    | 3.00  | 0        | 0.00  |
| كأس العالم تحت 20 سنة لكرة القدم | فيفا                          | 2013             | 2       | 6    | 3.00  | 0        | 0.00  |
| كأس العالم للأندية               | فيفا                          | 2012، 2013، 2015 | 4       | 18   | 4.50  | 1        | 0.06  |
| دوري أبطال آسيا                  | AFC                           | 2010–2018        | 64      | 255  | 3.98  | 8        | 0.13  |
| تصفيات دوري أبطال آسيا           | AFC                           | 2011             | 1       | 3    | 3.00  | 0        | 0.00  |
| دوري السوبر الهندي               | AIFF                          | 2016             | 1       | 3    | 3.00  | 0        | 0.00  |
| Liga 1                           | PSSI                          | 2017             | 6       | 14   | 2.33  | 1        | 0.17  |
| دوري المحترفين الإيراني          | FFIRI                         | 2007–?           | ?       | ?    | ?     | ?        | ?     |
| كأس حذفي                         | FFIRI                         | 2015–2016        | 1       | 7    | 7.00  | 0        | 0.00  |
| دوري آزادغان                     | FFIRI                         | 2000–2008        | ?       | ?    | ?     | ?        | ?     |
| الدوري الأسترالي لكرة القدم      | FA                            | 2019–            | 87      | 335  | 3.85  | 10       | 8.7   |
| المجموع                          | المجموع                       | 2007–            | 212+    | 831+ | 3.92  | 24+      | 0.11  |
| اعتباراً من 30 يناير 2024         |                               |                  |         |      |       |          |       |

## روابط خارجية
- علي رضا فغاني على موقع Soccerway.com (الإنجليزية)
- علي رضا فغاني على موقع أوليمبيديا (الإنجليزية)